# جائزة قطر الكبرى للدراجات النارية 2004
جائزة قطر الكبرى للدراجات النارية 2004 هو سباق دراجات نارية أقيم بتاريخ 2 أكتوبر 2004 في حلبة لوسيل الدولية. كان الجولة الثالثة عشر من أصل 16 في سباق الجائزة الكبرى للدراجات النارية موسم 2004. فاز الإسباني سيت جيبيرنو بفئة الموتو جي بي بينما جاء الأمريكي كولين إدواردز في المركز الثاني وحصل على المركز الثالث الإسباني روبين زوس.

## وصلات خارجية
- الموقع الرسمي